# معادلة إمدن شاندراسيخار

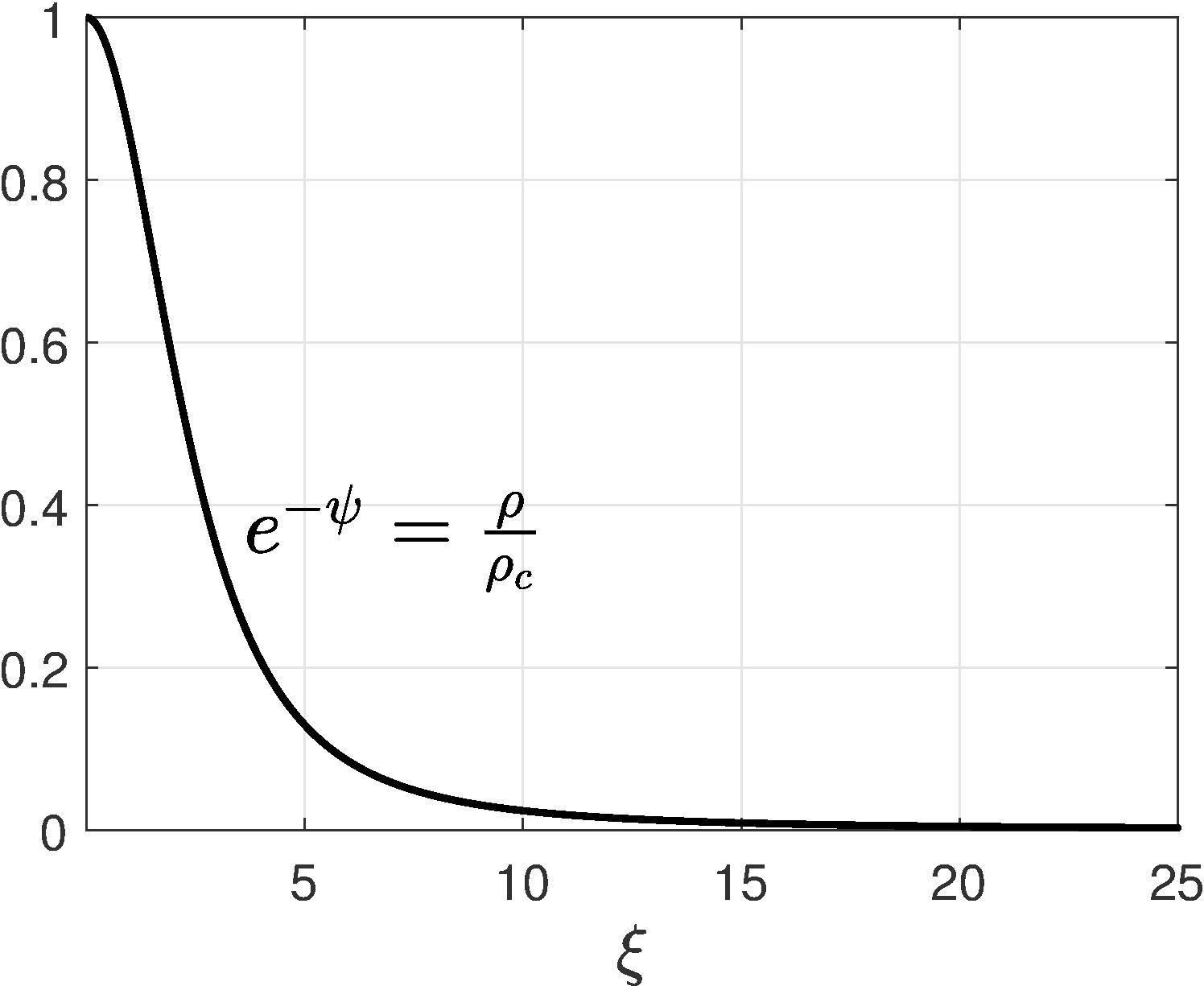

في الفيزياء الفلكية، تُعد معادلة إمدن شاندراسيخار شكلًا لا بعدي لمعادلة بواسون لتوزيع كثافة كرة غازية متساوية في درجة الحرارة ومتماثلة كرويًا تخضع لقوة الجاذبية الخاصة بها، سُميت نسبةً لروبرت إمدن وسابرامانين شاندراسيخار. قُدمت المعادلة لأول مرة من قبل روبرت إمدن في عام 1907. المعادلة هي:
{\displaystyle {\frac {1}{\xi ^{2}}}{\frac {d}{d\xi }}\left(\xi ^{2}{\frac {d\psi }{d\xi }}\right)=e^{-\psi }}
حيث {\displaystyle \xi } هو نصف القطر اللا بعدي و{\displaystyle \psi } ترتبط بكثافة كرة الغاز التي تُعطى بالعلاقة {\displaystyle \rho =\rho _{c}e^{-\psi }}، حيث {\displaystyle \rho _{c}} هي كثافة الغاز في المركز. المعادلة ليس لها حل واضح معروف. إذا استُخدم سائل بوليتروبي بدلًا من سائل متساوي الحرارة، يمكن اشتقاق معادلة لين إمدن. عادةً ما يُستخدم افتراض تساوي الحرارة لوصف لبّ النجم. تُحل المعادلة بالشروط الأولية التالية:
{\displaystyle \psi =0,\quad {\frac {d\psi }{d\xi }}=0\quad {\text{at}}\quad \xi =0.}
تظهر المعادلة في فروع أخرى من الفيزياء أيضًا، على سبيل المثال تظهر نفس المعادلة في نظرية انفجار فرانك كامينيتسكي للوعاء الكروي. دُرست النسخة النسبية لهذا النموذج متساوي الحرارة المتماثل كرويًا من قبل سوبرامنن شاندراسيخار عام 1972.

## الاشتقاق
بالنسبة للنجم الغازي متساوي الحرارة، ينتج الضغط {\displaystyle p} عن الضغط الحركي والضغط الإشعاعي
{\displaystyle p=\rho {\frac {k_{B}}{WH}}T+{\frac {4\sigma }{3c}}T^{4}}
حيث
- {\displaystyle \rho } هي الكثافة
- {\displaystyle k_{B}} هو ثابت بولتزمان
- {\displaystyle W} هو متوسط الوزن الجزيئي
- {\displaystyle H} هي كتلة البروتون
- {\displaystyle T} هي درجة حرارة النجم
- {\displaystyle \sigma } هو ثابت ستيفان بولتزمان
- {\displaystyle c} هي سرعة الضوء

تتطلب معادلة توازن النجم توازنًا بين قوة الضغط وقوة الجاذبية
{\displaystyle {\frac {1}{r^{2}}}{\frac {d}{dr}}\left({\frac {r^{2}}{\rho }}{\frac {dp}{dr}}\right)=-4\pi G\rho }
حيث {\displaystyle r} هو نصف القطر المُقاس من المركز، و{\displaystyle G} هو ثابت الجاذبية. يُعاد كتابة المعادلة كما يلي
{\displaystyle {\frac {k_{B}T}{WH}}{\frac {1}{r^{2}}}{\frac {d}{dr}}\left(r^{2}{\frac {d\ln \rho }{dr}}\right)=-4\pi G\rho }
باستخدام التحويل التالي
{\displaystyle \psi =\ln {\frac {\rho _{c}}{\rho }},\quad \xi =r\left({\frac {4\pi G\rho _{c}WH}{k_{B}T}}\right)^{1/2}}
حيث {\displaystyle \rho _{c}} هي الكثافة المركزية للنجم، تُصبح المعادلة
{\displaystyle {\frac {1}{\xi ^{2}}}{\frac {d}{d\xi }}\left(\xi ^{2}{\frac {d\psi }{d\xi }}\right)=e^{-\psi }}
الشروط الحدية هي
{\displaystyle \psi =0,\quad {\frac {d\psi }{d\xi }}=0\quad {\text{at}}\quad \xi =0}
لأن {\displaystyle \xi \ll 1}، يصبح الحل
{\displaystyle \psi ={\frac {\xi ^{2}}{6}}-{\frac {\xi ^{4}}{120}}+{\frac {\xi ^{6}}{1890}}+\cdots }

## محددات النموذج
بافتراض أن الكرة متساوية الحرارة تتمتع ببعض السلبيات. على الرغم من أن الكثافة التي نحصل عليها كحل لهذه الكرة الغازية متساوية الحرارة تنخفض ابتداءً من المركز، فهي تنخفض ببطء شديد بدرجة تحول من تمتع الكرة بسطح مُحدد جيدًا وكتلة محدودة. يمكن اثبات أنه عندما {\displaystyle \xi \gg 1}،
{\displaystyle {\frac {\rho }{\rho _{c}}}=e^{-\psi }={\frac {2}{\xi ^{2}}}\left[1+{\frac {A}{\xi ^{1/2}}}\cos \left({\frac {\sqrt {7}}{2}}\ln \xi +\delta \right)+O(\xi ^{-1})\right]}
حيث {\displaystyle A} و {\displaystyle \delta } هي ثوابت يمكن معرفة قيمتها بالحل العددي. يؤدي سلوك الكثافة هذا إلى زيادة الكتلة مع زيادة نصف القطر. بالتالي، يكون النموذج عادةً صالحًا لوصف لبّ النجم، حيث تكون درجة الحرارة ثابتةً تقريبًا.

## الحل المفرد
باستخدام التحويل {\displaystyle x=1/\xi }، تُحول المعادلة إلى
{\displaystyle x^{4}{\frac {d^{2}\psi }{dx^{2}}}=e^{-\psi }}
تمتلك المعادلة حلًا مفردًا يُعطى كما يلي
{\displaystyle e^{-\psi _{s}}=2x^{2},\quad {\text{or}}\quad -\psi _{s}=2\ln x+\ln 2}
لذلك، يمكن استخدام متغير جديد {\displaystyle -\psi =2\ln x+z}، حيث يمكن اشتقاق معادلة {\displaystyle z}،
{\displaystyle {\frac {d^{2}z}{dt^{2}}}-{\frac {dz}{dt}}+e^{z}-2=0,\quad {\text{where}}\quad t=\ln x}
يمكن تخفيض هذه المعادلة إلى معادلة من الدرجة الأولى من خلال استخدام العلاقة التالية
{\displaystyle y={\frac {dz}{dt}}=\xi {\frac {d\psi }{d\xi }}-2}
لينتج
{\displaystyle y{\frac {dy}{dz}}-y+e^{z}-2=0}

## التخفيض
هناك تخفيض آخر يُنسب إلى إدوارد آرثر ميلن. دعونا نُعرف العلاقة التالية
{\displaystyle u={\frac {\xi e^{-\psi }}{d\psi /d\xi }},\quad v=\xi {\frac {d\psi }{d\xi }}}
ثم
{\displaystyle {\frac {u}{v}}{\frac {dv}{du}}={\frac {u-1}{u+v-3}}}

## الخصائص
- إذا كان {\displaystyle \psi (\xi )} هو حل لمعادلة إمدن شاندراسيخار، فإن {\displaystyle \psi (A\xi )-2\ln A} هو أيضًا حل للمعادلة، حيث {\displaystyle A} هو ثابت اعتباطي.
- حلول معادلة إمدن شاندراسيخار التي تكون محدودة في نقطة الأصل هي بالضرورة {\displaystyle d\psi /d\xi =0} عندما {\displaystyle \xi =0}.